# Aspect grammatical
Un aspect grammatical est un aspect qui prend une forme grammaticale et qui varie en fonction de la conjugaison du verbe ou de sa construction, contrairement à l'aspect lexical et à l'aspect sémantique. L'aspect sémantique dépend du sens du verbe ; l'aspect lexical est marqué par la construction lexicale du verbe (c'est un aspect formel) ; l'aspect grammatical est marqué par les marques de conjugaison (c'est donc, lui aussi, un aspect formel).
Par exemple, dans il chante, le verbe chanter indique l'aspect inaccompli, alors que dans il avait chanté, le verbe indique un aspect accompli. L'opposition aspectuelle accompli/inaccompli dépend du temps auquel le verbe est employé, et non du sens du verbe (aspect sémantique) ou de lexèmes (aspect lexical).

## Les temps composés: aspect grammatical ou lexical?
En français, les formes composées indiquent systématiquement un aspect accompli, et les formes simples un aspect inaccompli. L'aspect accompli/inaccompli est donc indiqué par la présence de l'auxiliaire. 
Or, le débat n'est pas clos quant au statut exact des auxiliaires. Sont-ils de réelles marques grammaticales ? N'ont-ils pas plutôt une teneur lexicale puisqu'ils ont gardé un sens en eux-mêmes, contrairement aux morphèmes grammaticaux (terminaisons -ons, -ez, etc.) ? 
Une autre raison pour placer les temps composés dans les aspects lexicaux est aussi que les marques grammaticales (terminaisons) ne sont pas autonomes par rapport au verbe, tandis que les adverbes le sont (aspects lexicaux adverbaux tels que aspect itératif) ; dans ce cas, l'auxiliaire est-il autonome par rapport au verbe ? Si l'on répond oui, on classe alors les aspects des temps composés (aspect accompli) parmi les aspects lexicaux. Wilmet le fait et nomme ces aspects aspect coverbaux, par opposition aux aspects lexicaux adverbaux.
Par conséquent, on range l'aspect accompli/inaccompli parfois dans les aspects grammaticaux, et parfois dans les aspects lexicaux (comme le fait Wilmet, qui est ici notre référence).

## Aspects perfectifs et imperfectifs: un couple grammatical?
André Mazon, dans sa Grammaire de la langue tchèque propose de comparer les aspects perfectif et imperfectif avec passé simple/imparfait en français.
- « Il chanta » est perfectif.
- « Il chantait » est imperfectif.

Cette comparaison utilisée en tchèque n'a en réalité pas cours en français, le passé simple marquant l'aspect non-sécant (global) et l'imparfait l'aspect sécant. Le perfectif slave n'est pas l'aspect perfectif français, qui reste un aspect sémantique.